# Fermín IV
Fermín IV   (Monterrey, 22 de desembre de 1974) és un raper mexicà conegut per haver format part del grup Control Machete. Després de deixar Control Machete es va fer cristià, va publicar el seu primer àlbum com a solista "Boomerang". El seu estil és relaxat i tranquil.

## Discografia
Amb Control Machete
- Mucho Barato (1996)[6]
- Artilleria Pesada presenta (1999)
- Solo Para Fanaticos (2002)

En solitari
- Boomerang (2002)
- Fermín IV En Vivo (2004)
- Los Que Trastornan al Mundo (2005)
- Fermin IV Presenta: Están por Alcanzarte / Hip Hop por la Vida (2008)
- Dúos Con (2008)
- Y Mi Vida Comenzó (2014)
- Odio/Amor (2017)
- Decisiones (2019)
- Ya Puedes Sonreír (2022)